# Liste der Mitglieder des Landtags von Baden-Württemberg (8. Wahlperiode)
Liste der Mitglieder des 8. baden-württembergischen Landtages (1980–1984) mit Wahlkreis und Fraktionszugehörigkeit.
Der 8. Landtag wurde am 16. März 1980 gewählt. Die 1. Plenarsitzung fand am 3. Juni 1980, die letzte am 8. Mai 1984 statt.
Zum Präsidenten des Landtags von Baden-Württemberg wurde Lothar Gaa (CDU) gewählt, der aber im September 1982 sein Präsidentenamt aufzugab. Zu seinem Nachfolger wurde Erich Schneider gewählt.
Die erstmals im Parlament vertretene Partei Grüne konnte den Fraktionsstatus nicht erreichen; ihre 6 Abgeordneten mussten als Landtagsgruppe firmieren. Ihre ersten beiden Vorsitzenden waren Wolf-Dieter Hasenclever (bis 1983) und danach Winfried Kretschmann. (Die FDP hatte mit 10 Personen genügend Abgeordnete, um eine Fraktion zu bilden.)

## Abgeordnete
| Name                    | Lebensdaten | Fraktion | Wahlkreis                    | Mandat                      | Anmerkung                                                           |
| ----------------------- | ----------- | -------- | ---------------------------- | --------------------------- | ------------------------------------------------------------------- |
| Brigitte Adler          | 1944–2004   | SPD      | 41 Sinsheim                  | Zweitmandat                 |                                                                     |
| Hans Albrecht           | 1923–2006   | FDP/DVP  | 44 Enz                       | Zweitmandat                 |                                                                     |
| Theo Balle              | 1925–2015   | CDU      | 07 Esslingen                 | Direktmandat                |                                                                     |
| Kurt Bantle             | 1933        | SPD      | 59 Waldshut                  | Zweitmandat                 |                                                                     |
| Franz Baum              | 1927–2016   | CDU      | 66 Biberach                  | Zweitmandat                 |                                                                     |
| Werner Baumhauer        | 1930–2021   | CDU      | 24 Heidenheim                | Direktmandat                |                                                                     |
| Hans Beerstecher        | 1938        | SPD      | 12 Ludwigsburg               | Zweitmandat                 |                                                                     |
| Frieder Birzele         | 1940–2023   | SPD      | 10 Göppingen                 | Zweitmandat                 |                                                                     |
| Helgo Bran              | 1937        | GRÜNE    | 47 Freiburg II               | Zweitmandat                 |                                                                     |
| Erwin Braun             | 1921–1981   | CDU      | 52 Kehl                      | Direktmandat                | verstorben am 21. Oktober 1981 (Nachfolger: Felix Hodapp)           |
| Rainer Brechtken        | 1945        | SPD      | 15 Waiblingen                | Zweitmandat                 |                                                                     |
| Wilhelm Buggle          | 1915–1989   | CDU      | 55 Tuttlingen-Donaueschingen | Direktmandat                |                                                                     |
| Liselotte Bühler        | 1922–2003   | SPD      | 04 Stuttgart IV              | Zweitmandat                 |                                                                     |
| Wolfgang Daffinger      | 1927–2013   | SPD      | 39 Weinheim                  | Zweitmandat                 |                                                                     |
| Rudolf Decker           | 1934–2024   | CDU      | 06 Leonberg                  | Direktmandat                |                                                                     |
| Martin Dorn             | 1935–2013   | CDU      | 03 Stuttgart III             | Direktmandat                |                                                                     |
| Josef Dreier            | 1931–2023   | CDU      | 68 Wangen                    | Direktmandat                |                                                                     |
| Rudolf Eberle           | 1926–1984   | CDU      | 59 Waldshut                  | Direktmandat                |                                                                     |
| Jürgen Eisele           | 1951        | CDU      | 31 Ettlingen                 | Direktmandat                |                                                                     |
| Hinrich Enderlein       | 1941        | FDP/DVP  | 62 Tübingen                  | Zweitmandat                 |                                                                     |
| Alfred Entenmann        | 1927        | CDU      | 15 Waiblingen                | Direktmandat                |                                                                     |
| August Entringer        | 1921–2008   | CDU      | 67 Bodensee                  | Direktmandat                |                                                                     |
| Erhard Eppler           | 1926–2019   | SPD      | 53 Rottweil                  | Zweitmandat                 | ausgeschieden am 30. Juni 1982 (Nachfolger: Klaus Haischer)         |
| Hans Dietrich Erichsen  | 1924–1999   | GRÜNE    | 46 Freiburg I                | Zweitmandat                 |                                                                     |
| Günter Erlewein         | 1928        | SPD      | 18 Heilbronn                 | Zweitmandat                 |                                                                     |
| Heinz Eyrich            | 1929–2015   | CDU      | 58 Lörrach                   | Direktmandat                |                                                                     |
| Gundolf Fleischer       | 1943        | CDU      | 48 Breisgau                  | Direktmandat                |                                                                     |
| Lothar Gaa              | 1931–2022   | CDU      | 40 Schwetzingen              | Direktmandat                |                                                                     |
| Alfred Geisel           | 1931        | SPD      | 26 Aalen                     | Zweitmandat                 |                                                                     |
| Roland Gerstner         | 1931–2025   | CDU      | 32 Rastatt                   | Direktmandat                |                                                                     |
| Theo Götz               | 1930–2008   | CDU      | 61 Hechingen-Münsingen       | Direktmandat                |                                                                     |
| Annemarie Griesinger    | 1924–2012   | CDU      | 13 Vaihingen                 | Direktmandat                |                                                                     |
| Werner Grunert          | 1920–2020   | SPD      | 06 Leonberg                  | Zweitmandat                 |                                                                     |
| Karl Guhl               | 1920–2008   | SPD      | 60 Reutlingen                | Zweitmandat                 |                                                                     |
| Egon Gushurst           | 1930–2023   | CDU      | 33 Baden-Baden               | Direktmandat                |                                                                     |
| Friedrich Haag          | 1930–2022   | FDP/DVP  | 02 Stuttgart II              | Zweitmandat                 |                                                                     |
| Heinrich Haasis         | 1945        | CDU      | 63 Balingen                  | Direktmandat                |                                                                     |
| Roland Hahn             | 1946        | SPD      | 62 Tübingen                  | Zweitmandat                 |                                                                     |
| Klaus Haischer          | 1949        | SPD      | 53 Rottweil                  | Nachrücker im Zweitmandat   | eingetreten am 1. Juli 1982 für Erhard Eppler                       |
| Wolf-Dieter Hasenclever | 1945        | GRÜNE    | 62 Tübingen                  | Zweitmandat                 | Gruppenvorsitzender bis 1983                                        |
| Josef Wilhelm Hauser    | 1946–1984   | CDU      | 10 Göppingen                 | Nachrücker im Direktmandat  | eingetreten am 5. Oktober 1983 für Roman Herzog                     |
| Heinz Heckmann          | 1932–2012   | CDU      | 29 Bruchsal                  | Direktmandat                |                                                                     |
| Holger Heimann          | 1951        | GRÜNE    | 34 Heidelberg                | Zweitmandat                 |                                                                     |
| Roman Herzog            | 1934–2017   | CDU      | 10 Göppingen                 | Direktmandat                | ausgeschieden am 4. Oktober 1983 (Nachfolger: Josef Wilhelm Hauser) |
| Felix Hodapp            | 1926–2019   | CDU      | 52 Kehl                      | Nachrücker im Direktmandat  | eingetreten am 28. Oktober 1981 für Erwin Braun                     |
| Fritz Hopmeier          | 1930–2014   | CDU      | 08 Kirchheim                 | Direktmandat                |                                                                     |
| Peter Hund              | 1943–2021   | SPD      | 24 Heidenheim                | Nachrücker im Zweitmandat   | eingetreten am 6. Oktober 1982 für Siegfried Pommerenke             |
| Theodor Hurrle          | 1919–1997   | SPD      | 32 Rastatt                   | Zweitmandat                 |                                                                     |
| Bernd Kielburger        | 1947        | SPD      | 44 Enz                       | Zweitmandat                 |                                                                     |
| Horst Kiesecker         | 1934–2020   | SPD      | 63 Balingen                  | Zweitmandat                 |                                                                     |
| Willibald Kimmel        | 1929–2011   | CDU      | 37 Mannheim III              | Direktmandat                |                                                                     |
| Eugen Klunzinger        | 1938        | CDU      | 05 Böblingen                 | Direktmandat                |                                                                     |
| Hans Dieter Köder       | 1940        | SPD      | 05 Böblingen                 | Zweitmandat                 |                                                                     |
| Winfried Kretschmann    | 1948        | GRÜNE    | 09 Nürtingen                 | Zweitmandat                 | Gruppenvorsitzender seit 1983                                       |
| Karl Lang               | 1929–2013   | CDU      | 12 Ludwigsburg               | Direktmandat                |                                                                     |
| Ulrich Lang             | 1933–2018   | SPD      | 22 Schwäbisch Hall           | Zweitmandat                 | Fraktionsvorsitzender                                               |
| Hugo Leicht             | 1934–2000   | CDU      | 42 Pforzheim                 | Direktmandat                |                                                                     |
| Gotthilf Link           | 1926–2009   | CDU      | 19 Eppingen                  | Direktmandat                |                                                                     |
| Eberhard Lorenz         | 1942        | SPD      | 64 Ulm                       | Zweitmandat                 |                                                                     |
| Ernst Ludwig            | 1927–2017   | CDU      | 64 Ulm                       | Direktmandat                |                                                                     |
| Oskar Marczy            | 1924–2006   | FDP/DVP  | 06 Leonberg                  | Zweitmandat                 |                                                                     |
| Alfons Maurer           | 1927–1992   | CDU      | 69 Ravensburg                | Direktmandat                |                                                                     |
| Ulrich Maurer           | 1948        | SPD      | 03 Stuttgart III             | Zweitmandat                 |                                                                     |
| Robert Maus             | 1933–2025   | CDU      | 57 Singen                    | Direktmandat                |                                                                     |
| Gerhard Mayer-Vorfelder | 1933–2015   | CDU      | 02 Stuttgart II              | Direktmandat                |                                                                     |
| Elsbeth Mordo           | 1929        | GRÜNE    | 02 Stuttgart II              | Zweitmandat                 |                                                                     |
| Jürgen Morlok           | 1945        | FDP/DVP  | 27 Karlsruhe I               | Zweitmandat                 | Fraktionsvorsitzender                                               |
| Herbert Moser           | 1947        | SPD      | 55 Tuttlingen-Donaueschingen | Zweitmandat                 |                                                                     |
| Hermann Mühlbeyer       | 1939        | CDU      | 20 Neckarsulm                | Direktmandat                |                                                                     |
| Helmut Münch            | 1933–2017   | SPD      | 36 Mannheim II               | Direktmandat                |                                                                     |
| Doris Natusch           | 1946–2016   | FDP/DVP  | 14 Bietigheim-Bissingen      | Nachrückerin im Zweitmandat | eingetreten am 11. April 1983 für Wolfgang Weng                     |
| Karl Nicola             | 1939–2023   | SPD      | 49 Emmendingen               | Zweitmandat                 |                                                                     |
| Elisabeth Nill          | 1932        | SPD      | 07 Esslingen                 | Zweitmandat                 |                                                                     |
| Helmut Ohnewald         | 1936–2018   | CDU      | 25 Schwäbisch Gmünd          | Direktmandat                |                                                                     |
| Hermann Opferkuch       | 1920–1990   | CDU      | 22 Schwäbisch Hall           | Direktmandat                |                                                                     |
| Karl Östreicher         | 1931–1998   | CDU      | 21 Hohenlohe                 | Direktmandat                |                                                                     |
| Guntram Palm            | 1931–2013   | CDU      | 16 Schorndorf                | Direktmandat                |                                                                     |
| Manfred Pfaus           | 1939        | CDU      | 38 Neckar-Odenwald           | Direktmandat                |                                                                     |
| Ernst Pfister           | 1947–2022   | FDP/DVP  | 55 Tuttlingen-Donaueschingen | Zweitmandat                 |                                                                     |
| Horst Poller            | 1926–2018   | CDU      | 04 Stuttgart IV              | Direktmandat                |                                                                     |
| Siegfried Pommerenke    | 1933–2016   | SPD      | 24 Heidenheim                | Zweitmandat                 | ausgeschieden am 1. Oktober 1982 (Nachfolger: Peter Hund)           |
| Hermann Precht          | 1937–1997   | SPD      | 67 Bodensee                  | Zweitmandat                 |                                                                     |
| Josef Rebhan            | 1937        | CDU      | 53 Rottweil                  | Direktmandat                |                                                                     |
| Ludger Reddemann        | 1938        | CDU      | 46 Freiburg I                | Direktmandat                |                                                                     |
| Peter Reinelt           | 1939–2010   | SPD      | 58 Lörrach                   | Zweitmandat                 |                                                                     |
| Gerhard Remppis         | 1940        | SPD      | 08 Kirchheim                 | Zweitmandat                 |                                                                     |
| Albert Reuter           | 1926–2012   | CDU      | 23 Main-Tauber               | Direktmandat                |                                                                     |
| Hartmut Riepl           | 1940        | SPD      | 54 Villingen-Schwenningen    | Zweitmandat                 |                                                                     |
| Hans Roth               | 1923–2009   | CDU      | 44 Enz                       | Direktmandat                |                                                                     |
| Robert Ruder            | 1934–2015   | CDU      | 51 Offenburg                 | Direktmandat                |                                                                     |
| Erwin Sack              | 1935–1999   | SPD      | 28 Karlsruhe II              | Zweitmandat                 |                                                                     |
| Barbara Schäfer-Wiegand | 1934–2024   | CDU      | 27 Karlsruhe I               | Direktmandat                |                                                                     |
| Alois Schätzle          | 1925–2022   | CDU      | 49 Emmendingen               | Direktmandat                |                                                                     |
| Hermann Schaufler       | 1947–2022   | CDU      | 60 Reutlingen                | Direktmandat                |                                                                     |
| Gerhart Scheuer         | 1935–2021   | CDU      | 39 Weinheim                  | Direktmandat                |                                                                     |
| Dietmar Schlee          | 1938–2002   | CDU      | 70 Sigmaringen               | Direktmandat                |                                                                     |
| Erich Schneider         | 1933–2024   | CDU      | 17 Backnang                  | Direktmandat                |                                                                     |
| Norbert Schneider       | 1935        | CDU      | 45 Freudenstadt              | Direktmandat                |                                                                     |
| Hans Erich Schött       | 1940–2023   | FDP/DVP  | 49 Emmendingen               | Zweitmandat                 |                                                                     |
| Ventur Schöttle         | 1929–2024   | CDU      | 65 Ehingen                   | Direktmandat                |                                                                     |
| Günter Schrempp         | 1942        | SPD      | 47 Freiburg II               | Direktmandat                |                                                                     |
| Joachim Schröder        | 1925–1989   | SPD      | 02 Stuttgart II              | Zweitmandat                 |                                                                     |
| Gerhard Seiler          | 1930–2025   | CDU      | 28 Karlsruhe II              | Direktmandat                |                                                                     |
| Hermann Seimetz         | 1938–2022   | CDU      | 11 Geislingen                | Direktmandat                |                                                                     |
| Michael Sexauer         | 1936–2006   | SPD      | 01 Stuttgart I               | Zweitmandat                 |                                                                     |
| Walter Spagerer         | 1918–2016   | SPD      | 35 Mannheim I                | Direktmandat                |                                                                     |
| Lothar Späth            | 1937–2016   | CDU      | 14 Bietigheim-Bissingen      | Direktmandat                |                                                                     |
| Ulrich Stechele         | 1941–2001   | CDU      | 18 Heilbronn                 | Direktmandat                |                                                                     |
| Wilfried Steuer         | 1933        | CDU      | 66 Biberach                  | Direktmandat                |                                                                     |
| Dieter Stoltz           | 1938        | SPD      | 27 Karlsruhe I               | Zweitmandat                 |                                                                     |
| Erwin Teufel            | 1939        | CDU      | 54 Villingen-Schwenningen    | Direktmandat                | Fraktionsvorsitzender                                               |
| Arnold Tölg             | 1934–2024   | CDU      | 43 Calw                      | Direktmandat                |                                                                     |
| Klaus von Trotha        | 1938        | CDU      | 56 Konstanz                  | Direktmandat                |                                                                     |
| Jörg Ueltzhöffer        | 1944        | SPD      | 37 Mannheim III              | Zweitmandat                 |                                                                     |
| Karl Theodor Uhrig      | 1923–2000   | CDU      | 50 Lahr                      | Direktmandat                |                                                                     |
| Kurt Vollmer            | 1934–1998   | FDP/DVP  | 15 Waiblingen                | Zweitmandat                 |                                                                     |
| Eugen Volz              | 1932–2019   | CDU      | 26 Aalen                     | Direktmandat                |                                                                     |
| Friedrich Volz          | 1944–1988   | CDU      | 09 Nürtingen                 | Direktmandat                |                                                                     |
| Ingrid Walz             | 1936        | FDP/DVP  | 01 Stuttgart I               | Zweitmandat                 |                                                                     |
| Karl Weber              | 1936        | CDU      | 34 Heidelberg                | Direktmandat                |                                                                     |
| Werner Weinmann         | 1935–1997   | SPD      | 09 Nürtingen                 | Zweitmandat                 |                                                                     |
| Gerhard Weiser          | 1931–2003   | CDU      | 41 Sinsheim                  | Direktmandat                |                                                                     |
| Gerhard Weng            | 1916–1988   | CDU      | 62 Tübingen                  | Direktmandat                |                                                                     |
| Wolfgang Weng           | 1942        | FDP/DVP  | 14 Bietigheim-Bissingen      | Zweitmandat                 | ausgeschieden am 31. März 1983 (Nachfolgerin: Doris Natusch)        |
| Peter Wetter            | 1930–2020   | CDU      | 01 Stuttgart I               | Direktmandat                |                                                                     |
| Karl-Peter Wettstein    | 1940–2013   | SPD      | 40 Schwetzingen              | Zweitmandat                 |                                                                     |
| Claus Weyrosta          | 1925–2003   | SPD      | 14 Bietigheim-Bissingen      | Zweitmandat                 |                                                                     |
| Peter Wintruff          | 1940        | SPD      | 30 Bretten                   | Zweitmandat                 |                                                                     |
| Helmut Wirth            | 1933–2020   | CDU      | 30 Bretten                   | Direktmandat                |                                                                     |